# 싱가포르의 역사

## 식민 지배 전의 역사
싱가포르에 관련된 역사 기술로서 가장 오래된 것은 3세기의 중국 문헌으로, 풀라우 우종(말레이어: Pulau Ujong, '(말레이 반도) 끝에 있는 섬'이라는 뜻)을 한자로 음역한 포라중(蒲羅中: Pu Luo Chung)으로 나온다. 7세기 이후 스리위자야 제국에 속하며 자바어로 "바다 마을"이라는 뜻의 어촌 "트마섹"(Temasek, Tumasek)이라 불리었다. 복수의 항로가 합류하는 말레이반도의 끝에 위치한 지리적 조건이 더해져 다양한 나라의 선박이 기항하는 등, 트마섹은 중요한 무역도시로 떠올랐으나, 이후 14세기 경에는 쇠락의 길을 걷는다.
16세기와 19세기 사이에 싱가포르는 조호르 술탄국의 일부였다. 1617년 말레이시아-포르투갈 전쟁 중에 포르투갈 군대가 싱가포르를 불태운 이후, 16세기 동안에는 포르투갈의 지배를 받았으며 17세기에는 네덜란드의 영향권 안에 있었다. 하지만 이때는 그저 어민과 가끔씩 해적들이 나타나는 지역이였다.

## 식민 지배 후의 역사

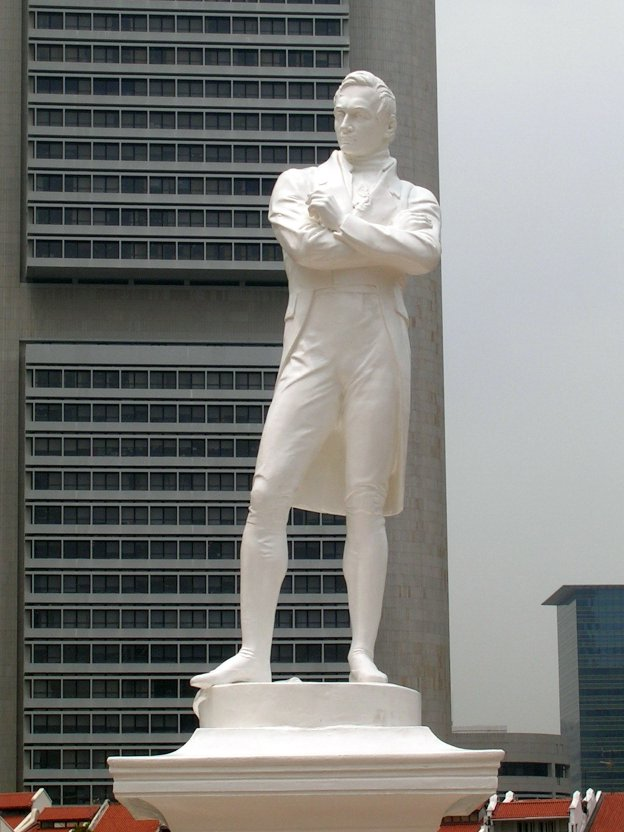
토머스 스탬퍼드 래플스의 상

1819년 영국 동인도회사의 토머스 스탬퍼드 래플스 경이 이 지역에 상륙하여 조호르의 술탄과 계약을 맺고, 싱가포르를 국제 무역항으로 개발하였으며, 이때부터 크게 성장하였다. 영국의 인도 정부가 1858년부터 이 지역을 관할하였으며 1867년부터는 정식으로 대영제국의 식민지로 편입되었다. 1869년까지 싱가포르의 인구는 100,000명에 달하였다.
제2차 세계 대전 중에는 일본 군대가 말레이시아를 침공(싱가포르 전투)하여 점령하였다. 6일간 영국군은 치열한 방어를 하였으나, 1942년 2월 15일 항복을 한다. 일본은 싱가포르를 쇼난(昭南)으로 개명하고 1945년 9월 12일 일본이 항복한 후 영국군이 탈환할 때까지 지배했다.

## 싱가포르의 독립

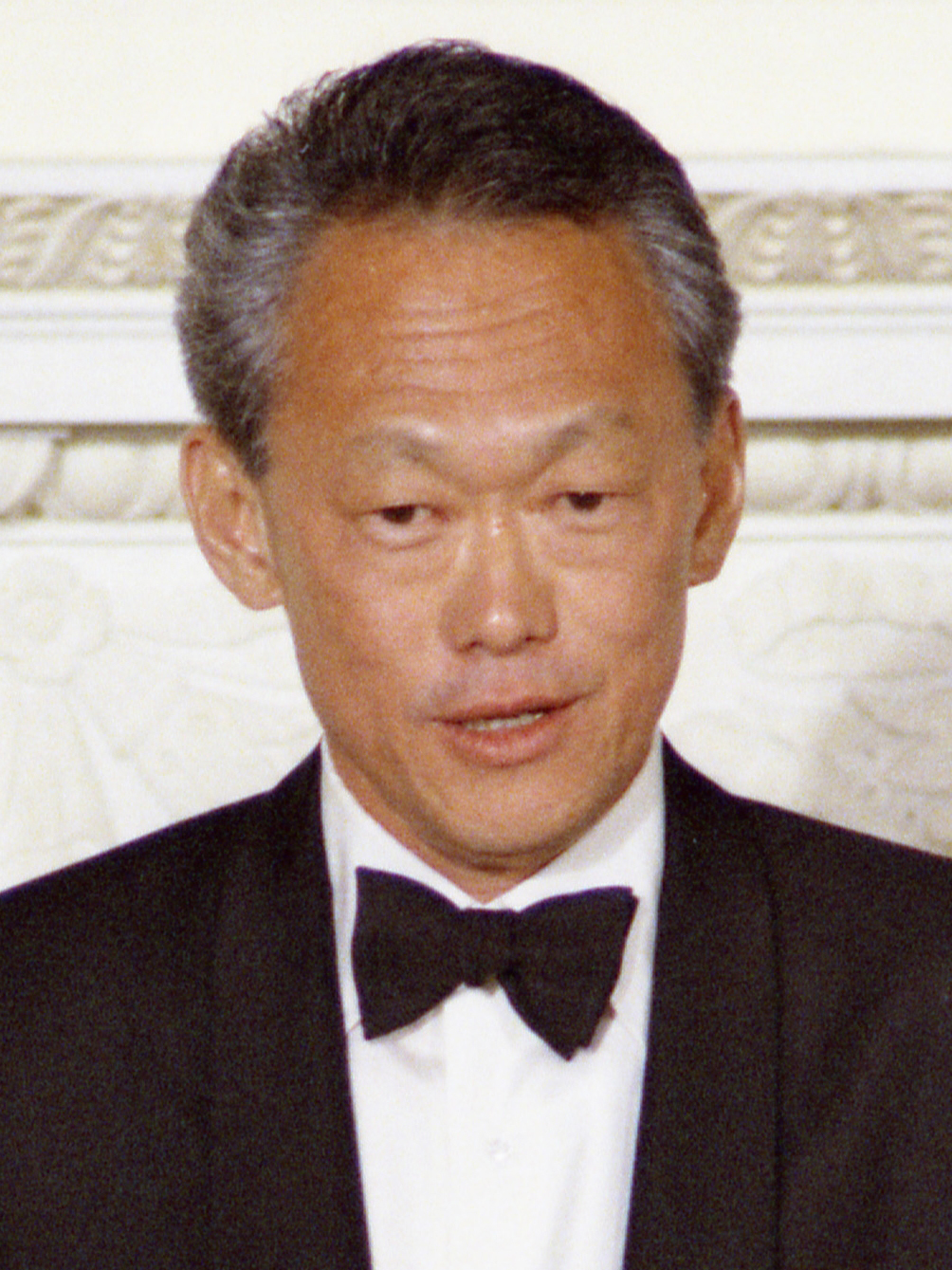
리콴유 싱가포르 초대 총리

1959년에 리콴유(Lee Kuan Yew) 수상과 유솝 빈 이스학(Yusof bin Ishak)에 의해 자치주가 되었으며, 1963년에는 말레이시아에 합병되었다. 그러나 인구의 대부분이 중국계인 싱가포르와 인구의 대부분이 말레이인인 말레이시아와의 마찰로 2년 후 독립하게 되고, 1965년 8월 9일 독립 국가로서 새로운 국가를 시작하였다. 리콴유가 초대 총리로 집권하였다.
새로운 국가로서 싱가포르는 당면한 실업과 자급자족의 문제가 심각했다. 그러나 1959년 6월 5일부터 1990년 11월 28일까지 리콴유의 장기 집권 기간 동안 놀라운 경제 성장을 이루어 홍콩에 버금가는 경제력을 가지게 되었다. 특히 리콴유 내각 주도의 경제 사회 정책과 관련된 집행들은 공산주의보다 더 강하고 완고하다는 평가를 받고 있다. 1990년 11월 28일에 고촉통(Goh Chok Tong)이 총리직을 이양받았으며, 2004년 8월 12일에는 리콴유의 맏아들인 리셴룽(Lee Hsien Loong)이 2006년 5월 6일과 2011년 5월 7일과 2015년 9월 11일에 실시하는 싱가포르 총선에서 완승을 거두면서 3, 4, 5, 6대 총리로 다시 임명이 되면서 현재까지 내각을 이끌고 있다.

## 같이 보기
- 싱가포르